# Habenaria linguicruris
Habenaria linguicruris är en orkidéart som beskrevs av Heinrich Gustav Reichenbach. Habenaria linguicruris ingår i släktet Habenaria och familjen orkidéer.
Artens utbredningsområde är Colombia. Inga underarter finns listade i Catalogue of Life.